# 烟竹乡
烟竹乡，是中华人民共和国四川省雅安市荥经县曾经下辖的一个乡。2019年12月，撤销烟竹乡，将其所属行政区域划归青龙镇管辖。

## 行政区划
烟竹乡撤销前下辖以下地区：
莲花村、双红村和凤凰村。